# Mikołaj Leśniowski (biskup)
Mikołaj Leśniowski herbu Gryf (ur. ?, zm. 1469) – polski duchowny rzymskokatolicki, biskup kamieniecki. Zwany Gołąbek od przezwiska, które nosił ród Leśniowskich, kanonik lwowski i notariusz kancelarii królewskiej.

## Życiorys
W 1468 papież Paweł II prekonizował go biskupem kamienieckim. Brak informacji, kiedy i od kogo przyjął sakrę biskupią.
W kolejnym roku został zabity w drodze przez rozbójników.